# Kan Kikuchi
Kan Kikuchi (født 3. maj 1977) er en tidligere japansk fodboldspiller.
Han har spillet for flere forskellige klubber i sin karriere, herunder FC Gifu.